# 불교 용어 목록 (심)

바로가기:
ㄱ
경
구
ㄴ
ㄷ
ㄹ
ㅁ
명
무
묵
ㅂ
불
ㅅ
삼
삽
선
소
수
시
심
ㅇ
오
온
유
육
이
ㅈ 

정
지
ㅊ
ㅋ
ㅌ
ㅍ
ㅎ

## 심
1. 심(心, 산스크리트어: citta): 마음, 집기(集起)
2. 심(心, 산스크리트어: hṛd, hṛdaya): 심장, 핵심, 본질, 에센스, 영혼
3. 심(尋): 심구(尋求), 마음(여기서는 요별 또는 분별의 능력으로서의 마음을 뜻함)의 거친 성질[心之麤性]

## 심감임성
심감임성(心堪任性) 또는 줄여서 감임성(堪任性) 또는 감임(堪任: 견디고 맡음)은 경안(輕安)의 마음작용의 본질적 성질로, 마음으로 하여금 선법과 불선법을 능히 견디고 맡을 수 있게 하는 성질 또는 마음의 감임하는 성질이다. 감임(堪任)은 현대적인 용어로는 감당(堪當: 견디고 맡음, 일을 능히 맡아서 해냄)에 해당한다.

## 심경각성
심경각성(心警覺性) 또는 줄여서 경각성(警覺性) 또는 경각(警覺)은 작의(作意)의 마음작용의 본질적 성질로, 마음으로 하여금 일깨워지게 하는 성질 또는 마음을 일깨우는 성질이다.

## 심경안
심경안(心輕安)는 신경안(身輕安) · 심경안(心輕安)의 2경안(二輕安) 가운데 하나이다. 문자 그대로의 뜻은 '마음의 가볍고 편안함'인데, 제6의식(第六意識)과 상응하는 경안(輕安)의 마음작용을 말한다.

## 심곡
심곡(心曲) 즉 마음의 왜곡 · 마음의 굴곡 또는 마음의 아곡(阿曲: 阿는 영합 또는 알랑거림, 曲은 굽힘 또는 부정직) 또는 심교곡(心矯曲) 즉 마음의 속임과 왜곡 · 마음의 속임과 굴곡 또는 마음의 속임과 아곡은 다른 이를 속이기 위해 자신의 마음을 숨기는 것이다.

## 심란
심란(心亂)은 산란(散亂)의 다른 말이며, 산동(散動)이라고도 한다.
《아비달마품류족론》 제3권에 따르면,
심란(心亂)이라는 마음작용은 심란(心亂) · 심산(心散) · 심유전(心流轉) · 심표탕(心飄蕩) · 심불일취(心不一趣) · 심부주일연(心不住一緣)을 말한다. 즉, 마음의 어지러움[心亂] · 마음의 흩어짐[心散] · 마음의 헤메임 또는 방랑[心流轉] · 마음의 표류[心飄蕩] · 마음이 한 갈래로 나아가지 못함[心不一趣] · 마음이 하나의 대상에 머무르지 못함[心不住一緣]을 말한다.

## 심려
심려(審慮)의 한자어 문자 그대로의 뜻은 '살피고 생각하다'로 심사숙고(深思熟考: 깊이 생각하고 깊이 고찰하다)를 뜻한다. 《구사론》에 따르면 심려(審慮)는 결탁(決度: 확인 판단)과 함께, 정견(正見: 바른 견해)이건 악견(惡見: 잘못된 견해)이건 모든 견(見: 견해)의 마음작용의 본질[性] 또는 공능(功能)을 이룬다.

## 심법
심법(心法, 산스크리트어: citta-dharma, 팔리어: citta-dhamma)은 마음의 다른 말이다.

## 심부징정
심부징성(心不澄淨) 또는 줄여서 부징정(不澄淨)은 불신(不信)의 마음작용의 본질적 성질로, 마음으로 하여금 징정(澄淨)하지 않게 하는 성질 또는 마음이 징정하지 않은 성질이다.
징정(澄淨)의 한자어 문자 그대로의 뜻은 '맑고 깨끗함'으로, 청정(淸淨)의 동의어이다.

## 심불상응행법
심불상응행법(心不相應行法)은 부파불교의 설일체유부의 구분 방식에 따라 일체법을 크게 색법(色法) · 심법(心法) · 심소법(心所法) · 심불상응행법(心不相應行法) · 무위법(無爲法)의 순서로 5가지 그룹[五法 또는 五位]으로 나눌 때 또는 대승불교의 유식유가행파와 법상종의 구분 방식에 따라 일체법을 크게 심법(心法) · 심소법(心所法) · 색법(色法) · 심불상응행법(心不相應行法) · 무위법(無爲法)의 순서로 5가지 그룹으로 나눌 때, 이들 5가지 그룹 중의 하나로, 마음과 상응하지 않는 법들을 통칭한다. 심불상응행(心不相應行)이라고도 한다.
《아비달마품류족론》에 따르면, 득(得) · 무상정(無想定) · 멸정(滅定) · 무상사(無想事) · 명근(命根) · 중동분(衆同分) · 의득(依得) · 처득(處得) · 생(生) · 노(老) · 주(住) · 무상성(無常性) · 명신(名身) · 구신(句身) · 문신(文身)의 15가지의 법과 이 밖에 이러한 종류의 마음과 상응하지 않는 법들이 모두 심불상응행법에 속한다.

## 심불용한
심불용한(心不勇悍) 또는 불용한(不勇悍)은 마음이 용한(勇悍)하지 않은 것 또는 마음으로 하여금 용한하지 않게 하는 것으로, 《구사론》에 따르면 해태(懈怠)의 마음작용의 본질적 성질이다.
용한(勇悍)은 일반 사전적인 의미는 '날래고[勇] 사나움[悍]'인데, 불교 용어로서는 '용감하고 모짐, 결단력이 있고 인내함, 모질게 노력함'의 뜻이다. 따라서 심불용한은 마음이 용감하고 모질지 못한 것, 결단력이 없고 인내하지 못하는 것, 모질게 노력하지 않는 것을 뜻한다.

## 심사
1. 심사(尋思)는 깊이 생각하는 것 또는 마음을 가라앉혀 깊이 사색(思索)하는 것이다.[30]
2. 심사(尋伺)는 심(尋)과 사(伺)의 마음작용을 통칭하는 말이다.

## 심사숙고
심사숙고(深思熟考)의 일반 사전적인 의미는 '깊이 생각하고 깊이 고찰하다', '신중(愼重)을 기하여 곰곰이 생각하다', 또는 '깊이 생각하고 또 생각하다'로 매우 신중하게 생각하는 것을 뜻한다. 불교에서는 이러한 뜻의 심사숙고를 전통적인 용어로 심려(審慮: 한자어 문자 그대로는 '살피고 생각하다')라고 하며, 심려는 견(見: 견해)의 마음작용의 본질적 성질 중 하나이다.

## 심소
심소(心所, 산스크리트어: caitta,
caitasika,
팔리어: cetasika,
영어: mental factors)는 마음작용의 다른 말이다.
심소 또는 마음작용은 마음과 상응(相應)하는 법들을 통칭한다. 《아비달마품류족론》에 따르면, 수(受) · 상(想) · 사(思) · 촉(觸) · 작의(作意) · 욕(欲) · 승해(勝解) · 염(念) · 정(定) · 혜(慧) · 신(信) · 근(勤) · 심(尋) · 사(伺) · 방일(放逸) · 불방일(不放逸) · 선근(善根) · 불선근(不善根) · 무기근(無記根) · 결(結) · 박(縛) · 수면(隨眠) · 수번뇌(隨煩惱) · 전(纏), 그리고 유정이 소유하고 있는 모든 지(智)와 소유하고 있는 모든 견(見)과 소유하고 있는 모든 현관(現觀)이 심소에 속하며, 이 밖에 마음과 상응하는 이러한 종류의 모든 법들이 심소에 속한다.

## 심소법
심소법(心所法, 산스크리트어: caitta,
caitasika,
팔리어: cetasika,
영어: mental factors)은 마음작용의 다른 말이다.
심소법 또는 마음작용은 마음과 상응(相應)하는 법들을 통칭한다. 《아비달마품류족론》에 따르면, 수(受) · 상(想) · 사(思) · 촉(觸) · 작의(作意) · 욕(欲) · 승해(勝解) · 염(念) · 정(定) · 혜(慧) · 신(信) · 근(勤) · 심(尋) · 사(伺) · 방일(放逸) · 불방일(不放逸) · 선근(善根) · 불선근(不善根) · 무기근(無記根) · 결(結) · 박(縛) · 수면(隨眠) · 수번뇌(隨煩惱) · 전(纏), 그리고 유정이 소유하고 있는 모든 지(智)와 소유하고 있는 모든 견(見)과 소유하고 있는 모든 현관(現觀)이 심소법에 속하며, 이 밖에 마음과 상응하는 이러한 종류의 모든 법들이 심소법에 속한다.

## 심소유법
심소유법(心所有法, 산스크리트어: caitta,
caitasika,
팔리어: cetasika,
영어: mental factors)은 마음작용의 다른 말이다.
심소유법 또는 마음작용은 마음과 상응(相應)하는 법들을 통칭한다. 《아비달마품류족론》에 따르면, 수(受) · 상(想) · 사(思) · 촉(觸) · 작의(作意) · 욕(欲) · 승해(勝解) · 염(念) · 정(定) · 혜(慧) · 신(信) · 근(勤) · 심(尋) · 사(伺) · 방일(放逸) · 불방일(不放逸) · 선근(善根) · 불선근(不善根) · 무기근(無記根) · 결(結) · 박(縛) · 수면(隨眠) · 수번뇌(隨煩惱) · 전(纏), 그리고 유정이 소유하고 있는 모든 지(智)와 소유하고 있는 모든 견(見)과 소유하고 있는 모든 현관(現觀)이 심소유법에 속하며, 이 밖에 마음과 상응하는 이러한 종류의 모든 법들이 심소유법에 속한다.

## 심수
1. 심수(心受)는 신수(身受) · 심수(心受)의 2수(二受) 가운데 하나이다. 제6의식(第六意識)과 상응하는 수(受)의 마음작용을 말한다.
2. 심수(心數)는 심소(心所), 즉 심소법 또는 마음작용의 다른 말로서, 심소(心所)의 구역(舊譯)이다.

## 심왕
심왕(心王)은 마음(6식 또는 8식, 즉 심법)의 다른 말이다.

## 심의식
심의식(心意識)은 심(心) · 의(意) · 식(識)의 세 낱말을 합친 복합어이다.
- 심(心)은 산스크리트어 치타(citta)의 번역어로, 집기(集起)를 뜻한다.
- 의(意)는 산스크리트어 마나스(manas)의 번역어로, 사량(思量)을 뜻한다.
- 식(識)은 산스크리트어 비즈냐나(vijñāna)의 번역어로, 요별(了別)을 뜻한다.[41][42]

## 심명기성
심명기성(心明記性) 또는 줄여서 심명기(心明記) · 명기성(明記性) 또는 명기(明記)는 염(念)의 마음작용의 본질적 성질로, 마음으로 하여금 분명히 기억하게 하는 성질이다.
세친의 《대승오온론》과 호법 등의 《성유식론》에 따르면 심명기성 즉 명기는 심불망성(心不忘性) 즉 불망(不忘: 잊지 않음)과 함께 염(念)의 마음작용의 본질적 성질을 이룬다.

## 심무감임성
심무감임성(心無堪任性)의 문자 그대로의 뜻은 '마음의 감임하지 못하는 성질' 또는 '마음을 감임하지 못하는 상태로 만드는 성질'로, 《아비달마구사론》에 따르면 심무감임성은 번뇌성의 마음작용인 혼침(惛沈)의 본질적 성질[性]을 이루는 6가지 성질인 신중성(身重性: 몸이 무거움) · 심중성(心重性: 마음이 무거움) · 신무감임성(身無堪任性: 몸이 민활하지 못함) · 심무감임성(心無堪任性: 마음이 민활하지 못함) · 신혼침성(身惛沈性: 몸이 혼미하거나 침울함) · 심혼침성(心惛沈性: 마음이 혼미하거나 침울함) 가운데 하나이다. 심무감임성(心無堪任性) 즉 마음이 민활하지 못하다는 것은 제6의식이 민활하지 못하다는 것을 달리 표현한 것으로, 이것은 제6의식과 상응하는 수(受)의 마음작용을 심수(心受: 마음의 느낌, 마음의 감수작용)라고 하는 것과 같다.

## 심불망성
심불망성(心不忘性) 또는 줄여서 심불망(心不忘) · 불망성(不忘性) 또는 불망(不忘) 또는 불망실(不忘失)은 염(念)의 마음작용의 본질적 성질로, 마음으로 하여금 잊지 않게 하는 성질이다.
세친의 《구사론》과 《대승오온론》, 중현의 《현종론》,  호법 등의 《성유식론》에 따르면 심불망성 즉 불망은 심명기성(心明記性) 즉 명기(明記: 분명히 기억함)와 함께 염(念)의 마음작용의 본질적 성질을 이룬다.

## 심불산
심불산(心不散) 또는 줄여서 불산(不散)은 마음으로 하여금 산란되지 않게 하는 것[不散]으로, 《성유식론》 제5권에 따르면 심전주(心專注: 기울여 집중하게 함)과 함께 정(定)의 마음작용의 본질적 성질을 이룬다.

## 심세동성
심세동성(心細動性) · 심세동(心細動) 또는 마음의 세밀한 움직임은 사(伺)의 마음작용의 본질적 성질로, 마음으로 하여금 세밀하게 움직이게 하는 성질이다.
부파불교의 설일체유부의 논서 《아비달마품류족론》 제3권에 따르면, 다음의 마음작용들이 심세동 즉 마음의 세밀한 움직임에 해당한다.
- 사찰(伺察): 자세히 살핌
- 변사찰(遍伺察): 두루 자세히 살핌
- 수변사찰(隨遍伺察): 따라 두루 자세히 살핌
- 수전(隨轉): 따라 움직임, 따라 옮김
- 수류(隨流): 따라 흐름
- 수속(隨屬): 따라 속함, 따라 수행함

## 심용한성
심용한성(心勇悍性) 또는 줄여서 심용한(心勇悍) · 심용(心勇) 또는 용한(勇悍)은  근(勤) 즉 정진(精進)의 마음작용의 본질적 성질로, 마음의 용맹함을 말한다.
용한(勇悍)의 한자어 문자 그대로의 뜻은 '날래고 사나움, 결단력이 있고 억세고 모짐, 강하고 눈을 부릅뜸, 용기가 있고 억셈'으로 결단과 인내(determination and perseverance)를 뜻한다.
《집론》과 《잡집론》에 따르면, 마음의 용맹함 즉 근(勤) 즉 정진(精進)에는 피갑(被甲) · 방편(方便) · 무하(無下) · 무퇴(無退) · 무족(無足)의 5가지 단계가 있다. 이 5단계는 불교 경전에서 설하는 유세(有勢) · 유근(有勤) · 유용(有勇) · 견맹(堅猛) · 불사선액(不捨善軛)에 해당한다.

## 심일경성
심일경성(心一境性) 또는 심일경(心一境)은 정(定)의 마음작용의 본질적 성질로, 마음으로 하여금 대상과 일심(一心)의 상태가 되게 하는 성질, 즉 마음으로 하여금 대상[境]과 하나가 되게[一] 하는 성질 또는 하나가 되는 것이다.

## 심전주
심전주(心專注) 또는 줄여서 전주(專注)는 마음으로 하여금 그 자신을 기울여 집중하게 하는 것[專注]으로, 《성유식론》 제5권에 따르면 심불산(心不散: 산란되지 않게 함)과 함께 정(定)의 마음작용의 본질적 성질을 이룬다.
《성유식론》 제5권에 따르면, 심전주(心專注) 즉 마음을 기울여 집중하게 하는 것은 소욕주(所欲住) 즉 머물고자 하는 곳에 능히 머무는 것[能住]을 말하며, 오직 하나의 대상[一境]에만 머문다는 뜻은 아니다. 만약 오직 하나의 대상[一境]에만 머무는 것을 정(定) 즉 등지(等持) 즉 삼마지라고 한다면, 견도(見道)에서 여러 진리[諦]를 관찰해 갈 때 앞뒤의 대상이 다르기 때문에, 즉 견도의 16심(十六心)에서 앞뒤의 대상이 다르기 때문에 정(定) 즉 등지(等持) 즉 삼마지가 없어야 한다. 그렇기 때문에 심전주(心專注)는 능주(能住) 즉 능히 머무는 것을 말하는 것이지, 오직 하나의 대상[一境]에만 머무는 것을 말하는 것이 아니다.

## 심조작성
심조작성(心造作性) 또는 줄여서 심조작(心造作) · 조작성(造作性) · 조작상(造作相) 또는 조작(造作)은 사(思)의 마음작용의 본질적 성질이다. 조작(造作)의 문자 그대로의 뜻은 '짓고 만들다[造作]'로, 조작성(造作性)은 짓고 만드는 성질을 뜻하고, 심조작성(心造作性)은 마음 즉 정신의 짓고 만드는 성질을 뜻한다. 즉 심조작성(心造作性)은 마음으로 하여금 '무언가'를 짓고 만들게 하는 성질, 즉 의지(意志: 어떤 일을 해내거나 이루어 내려고 하는 마음) · 의사(意思: 마음먹은 생각, 마음) · 의지작용(意志作用) 또는 의사작용(意思作用)을 말한다. 여기서 '무언가'는 부파불교와 대승불교의 논서들에 따르면, 선(善) · 불선(不善) · 무기(無記)의 의업(意業)이다.

## 심중성
심중성(心重性)의 문자 그대로의 뜻은 '마음의 무거운 성질' 또는 '마음을 무겁게 하는 성질'로, 《아비달마구사론》에 따르면 심중성 즉 마음의 무거움은 번뇌성의 마음작용인 혼침(惛沈)의 본질적 성질[性]을 이루는 6가지 성질인 신중성(身重性: 몸이 무거움) · 심중성(心重性: 마음이 무거움) · 신무감임성(身無堪任性: 몸이 민활하지 못함) · 심무감임성(心無堪任性: 마음이 민활하지 못함) · 신혼침성(身惛沈性: 몸이 혼미하거나 침울함) · 심혼침성(心惛沈性: 마음이 혼미하거나 침울함) 가운데 하나이다. 심중성(心重性) 즉 마음이 무겁다는 것은 제6의식이 무거운 것을 달리 표현한 것으로, 이것은 제6의식과 상응하는 수(受)의 마음작용을 심수(心受: 마음의 느낌, 마음의 감수작용)라고 하는 것과 같다.

## 심징정성
심징정성(心澄淨性) 또는 줄여서 징정성(澄淨性) 또는 징정(澄淨)은 신(信)의 마음작용의 본질적 성질로, 마음으로 하여금 맑고 깨끗해지게 하는 성질이다.

## 심차별지
심차별지(心差別智)는 타심지(他心智)의 다른 말이다.

## 심추동성
심추동성(心麤動性) · 심추동(心麤動) 또는 마음의 거친 움직임은 심(尋)의 마음작용의 본질적 성질로, 마음으로 하여금 거칠게 움직이게 하는 성질이다.
부파불교의 설일체유부의 논서 《아비달마품류족론》 제3권에 따르면, 다음의 마음작용들이 심추동 즉 마음의 거친 움직임에 해당한다.
- 심구(尋求): 살펴서 구함, 찾아서 구함
- 변심구(遍尋求): 두루 살펴서 구함, 두루 찾아서 구함
- 구탁(搆度): 생각을 짜서 헤아림, 구상하여 헤아림
- 극구탁(極搆度): 지극히 먼 것에 대해 생각을 짜서 헤아림, 지극히 먼 것에 대해 구상하여 헤아림
- 현전구탁(現前搆度): 앞에 나타난 것에 대해 생각을 짜서 헤아림, 앞에 나타난 것에 대해 구상하여 헤아림
- 추구(推究): 미루어 궁구함, 추리하여 연구함
- 추심(追尋): (지난 일을) 돌이켜보아 살핌, (지난 일을) 돌이켜보아 헤아림
- 극사유(極思惟): 지극히 먼 것에 대해 사유함
- 사유(思惟): 사유함

## 심택법성
심택법성(心擇法性)은 혜(慧)의 마음작용의 본질적 성질로, 마음으로 하여금 택법(擇法)을 행하게 하는 성질이다.

## 심평등성
심평등성(心平等性) 또는 줄여서 평등성(平等性) 또는 평등(平等)은 마음으로 하여금 평등한 상태에 있을 수 있게 하는 성질 또는 마음의 평등 상태이다.
심평등성은 마음이 '일체 만물의 평등성'을 자각하고 있는 상태, 또는 이러한 평등의 상태에 있을 수 있게 하는 성질을 말한다.
부파불교와 대승불교의 교학에서 심평등성(心平等性)은 사(捨)의 마음작용과 깊은 관련이 있다.

## 심험
심험(心險) 즉 마음의 험악함은 다른 이를 속이기 위해 그 사람의 마음을 미혹[惑]시키는 것이다. 《현종론》에 따르면, 심험은 수번뇌에 속하는 광(誑)의 마음작용의 본질적 성질이다.

## 심혼침성
심혼침성(身惛沈性)의 문자 그대로의 뜻은 '마음의 혼미하거나 침울한 성질' 또는 '마음을 혼미하게 하거나 침울하게 하는 성질'로, 《아비달마구사론》에 따르면 심혼침성은 번뇌성의 마음작용인 혼침(惛沈)의 본질적 성질[性]을 이루는 6가지 성질인 신중성(身重性: 몸이 무거움) · 심중성(心重性: 마음이 무거움) · 신무감임성(身無堪任性: 몸이 민활하지 못함) · 심무감임성(心無堪任性: 마음이 민활하지 못함) · 신혼침성(身惛沈性: 몸이 혼미하거나 침울함) · 심혼침성(心惛沈性: 마음이 혼미하거나 침울함) 가운데 하나이다. 심혼침성(身惛沈性) 즉 마음이 혼미하거나 침울하다는 것은 제6의식이 혼미하거나 침울하다는 것을 달리 표현한 것으로, 이것은 제6의식과 상응하는 수(受)의 마음작용을 심수(心受: 마음의 느낌, 마음의 감수작용)라고 하는 것과 같다.

## 십수면
10수면(十隨眠)은 탐(貪, raga) · 진(瞋, pratigha) · 만(慢, mana) · 무명(無明, avidya) · 유신견(有身見, satkāya-drsti) · 변집견(邊執見, anta-grāha-drsti) · 사견(邪見, mithyā-drsti) · 견취(見取, drstiparāmarśa) · 계금취(戒禁取, śīla-vrata-parāmarśa) · 의(疑, vicikitsa)의 10가지 근본번뇌를 말한다.

## 십악
10악(十惡)은 몸[身] · 말[語] · 뜻[意, 마음]으로 짓는 다음의 10가지 종류의 악업(惡業)들을 말한다. 10악을 다른 말로 신삼구사의삼(身三口四意三)이라고도 한다.
1. 신삼(身三)
  1. 살생(殺生)
  2. 투도(偸盜)
  3. 사음(邪婬)
2. 구사(口四)
  1. 망어(妄語)]
  2. 양설(兩舌)
  3. 악구(惡口)
  4. 기어(綺語)
3. 의삼(意三)
  1. 탐욕(貪欲)
  2. 진에(瞋恚)
  3. 사견(邪見)

## 십이수면
12수면(十二隨眠)은 다음의 12가지 근본번뇌를 말한다.
1. 욕탐수면(欲貪隨眠)
2. 진에수면(瞋恚隨眠)
3. 색탐수면(色貪隨眠)
4. 무색탐수면(無色貪隨眠)
5. 만수면(慢隨眠)
6. 무명수면(無明隨眠)
7. 유신견수면(有身見隨眠)
8. 변집견수면(邊執見隨眠)
9. 사견수면(邪見隨眠)
10. 견취수면(見取隨眠)
11. 계금취수면(戒禁取隨眠)
12. 의수면(疑隨眠)

## 십이심
12심(十二心)은 '마음과 마음작용' 즉 '심법과 심소법'이 항상 상응하여 작용하는 관계에 있으므로, 마음과 마음작용이 함께 작용하고 있는 상태를 심(心) 즉 마음이라 할 때, 그것에 다음 목록과 같은 12가지의 구분 또는 상(相)이 있는 것을 말한다. 즉 12유형의 마음을 말한다. 12심은 《구사론》 제7권 등에 나오는 유형 구분이다.
1. 욕계(欲界)의 선심(善心), 즉 욕계의 선한 마음
2. 욕계(欲界)의 불선심(不善心), 즉 욕계의 악한 마음
3. 욕계(欲界)의 유부무기심(有覆無記心), 즉 욕계의 유부무기의 마음
4. 욕계(欲界)의 무부무기심(無覆無記心), 즉 욕계의 무부무기의 마음
5. 색계(色界)의 선심(善心), 즉 색계의 선한 마음
6. 색계(色界)의 유부무기심(有覆無記心), 즉 색계의 유부무기의 마음
7. 색계(色界)의 무부무기심(無覆無記心), 즉 색계의 무부무기의 마음
8. 무색계(無色界)의 선심(善心), 즉 무색계의 선한 마음
9. 무색계(無色界)의 유부무기심(有覆無記心), 즉 무색계의 유부무기의 마음
10. 무색계(無色界)의 무부무기심(無覆無記心), 즉 무색계의 무부무기의 마음
11. 불계(不界)의 학무루심(學無漏心), 즉 유학(有學)의 성자의 무루심(無漏心), 즉 예류향에서 아라한향까지의 성자의 출세간의 마음
12. 불계(不界)의 무학무루심(無學無漏心), 즉 무학(無學)의 성자의 무루심(無漏心), 즉 아라한 즉 '아라한과의 성자'의 출세간의 마음

## 십인
10인(十因, 산스크리트어: daśa hetavah)은 대승불교의 유식유가행파의 인과설에서 4연(四緣)을 더 세분하여 다음의 10가지 종류의 원인[因]으로 나눈 것을 말한다. 즉 직접적 · 간접적 원인에 대한 다음의 10가지 분류를 말한다.
1. 수설인(隨說因) 산스크리트어: anuvyavahāra-hetu
2. 관대인(觀待因)
3. 견인인(牽引因)
4. 생기인(生起因) 산스크리트어: abhinirvṛtti-hetu
5. 섭수인(攝受因)
6. 인발인(引發因)
7. 정이인(定異因)
8. 동사인(同事因) 산스크리트어: saha-kāri-hetu
9. 상위인(相違因) 산스크리트어: virodha-hetu
10. 불상위인(不相違因) 산스크리트어: avirodha-hetu

## 십일공
11공(十一空)은 《북본열반경》 제17권과 《대승의장》 제4권 등에서 설하는 갖가지 사견(邪見)을 깨뜨리는 다음의 11가지의 공(空)을 말한다. 공(空)은 궁극적으로 살펴보면 실체가 없다는 것을 알 수 있다는 것으로, 집착을 깨뜨리는 또 다른 실체로서의 '없음' 또는 '비어있음'이 아니라, 집착을 깨뜨리는 방편 또는 도구로서의 '없음' 또는 '비어있음'이다. 《대승의장》 제20권에 따르면 11공은 보살명(菩薩明) · 제불명(諸佛明) · 무명명(無明明)의 3명(三明) 가운데 무명명에 해당한다.
1. 내공(內空)
2. 외공(外空)
3. 내외공(內外空)
4. 유위공(有爲空)
5. 무위공(無爲空)
6. 무시공(無始空)
7. 성공(性空)
8. 무소유공(無所有空)
9. 제일의공(第一義空)
10. 공공(空空)
11. 대공(大空)

## 십일론
11론(十一論) 또는 소의 11론(所依十一論)은 법상종(法相宗)에서 소의 논서로 삼고 있는 다음의 11가지의 논서를 말한다.
1. 유가사지론(瑜伽師地論)
2. 현양성교론(顯揚聖教論)
3. 대승장엄경론(大乘莊嚴經論)
4. 집량론(集量論)
5. 섭대승론(攝大乘論)
6. 십지경론(十地經論)
7. 분별유가론(分別瑜伽論)
8. 관소연연론(觀所緣緣論)
9. 유식이십론(唯識二十論)
10. 변중변론(辯中邊論)
11. 대승아비달마잡집론(大乘阿毘達磨雜集論)

## 십전
10전(十纏)은 다음의 10가지 수번뇌(隨煩惱)를 말한다.
1. 무참(無慚)
2. 무괴(無愧)
3. 질(嫉)
4. 간(慳)
5. 회(悔)
6. 면(眠)
7. 도거(掉舉)
8. 혼침(惛沈)
9. 분(忿)
10. 부(覆)

## 십중장
10중장(十重障) 또는 10장(十障)은 대승불교의 수행자의 52위의 보살 수행계위에서 10지(十地)의 각 지(地)에 들어갈 때에 끊는 다음의 10가지 번뇌[障]를 말한다. 견도 · 수도 · 무학도의 3도 가운데, 맨 처음의 장(障)은 견도에서 끊는 번뇌이고 나머지 9가지는 수도(修道)에서 끊는 번뇌들이다.
1. 이생성장(異生性障) - 초지(初地)에 들어갈 때에 끊음
2. 사행장(邪行障) - 제2지에 들어갈 때에 끊음
3. 암둔장(闇鈍障) - 제3지에 들어갈 때에 끊음
4. 미세번뇌현행장(微細煩惱現行障) - 제4지에 들어갈 때에 끊음
5. 어하승반열반장(於下乘般涅槃障) - 제5지에 들어갈 때에 끊음
6. 추상현행장(麤相現行障) - 제6지에 들어갈 때에 끊음
7. 세상현행장(細相現行障) - 제7지에 들어갈 때에 끊음
8. 무상중작가행장(無相中作加行障) - 제8지에 들어갈 때에 끊음
9. 이타중불욕행장(利他中不欲行障) - 제9지에 들어갈 때에 끊음
10. 어제법중미득자재장(於諸法中未得自在障) - 제10지에 들어갈 때에 끊음

마지막의 어제법중미득자재장(於諸法中未得自在障)은 수행자가 제10지에 들어가면서 끊는 번뇌로,  소지장 가운데 구생기의 일부 즉 구생기 소지장의 일부로서, 일체의 법[諸法] 즉 모든 법에 대해 자유로운 상태[自在]가 되는 것을 '가로막는 번뇌[障]'이다. 하지만, 10지에 들어가면서 이 번뇌가 끊어졌음에도 불구하고 아주 미세한 번뇌장 · 소지장의 종자가 남아있는데, 수행자는 제10지에서 최후의 선정인 금강유정(金剛喩定)을 일으켜 이 아주 미세한 마지막 남은 번뇌 종자를 일시에 끊고 불위(佛位) 즉 여래지(如來地)에 들어가게 된다.

## 십지
십지에는 다음과 같은 것들이 있다.
1. 10지(十智): 부파불교에서 세운 10가지 지(智)로, 대승불교에서도 사용됨
2. 10지(十地): 성문 10지(聲聞十地) 또는 성문승 10지(聲聞乘十地)
3. 10지(十地): 연각 10지(緣覺十地) · 연각승 10지(緣覺乘十地) 또는 벽지불 10지(辟支佛十地)
4. 10지(十地): 보살 10지(菩薩十地) 또는 보살승 10지(菩薩乘十地)
5. 10지(十地): 3승 공10지(三乘共十地) 또는 통교 10지(通敎十地)
6. 10지(十地): 불 10지(佛十地) 또는 불승 10지(佛乘十地)

## 십지(十智)
10지(十智, 산스크리트어: daśa jñānāni)는 존재하는 모든 지(智) 즉 유루지(有漏智)와 무루지(無漏智)를 그 성격에 따라 10가지로 나눈 다음의 10가지 지(智)를 말한다. 부파불교의 설일체유부의 논서인 《품류족론》과 《구사론》에서 언급하고 있는 10지의 명칭은 동일하나, 나열 순서가 다르다. 《품류족론》에서는 무루지 즉 법지와 유지를 먼저 언급하고 있고, 《구사론》에서는 유루지 즉 세속지를 먼저 언급하고 있다. 《대지도론》 등의 대승불교의 논서에서도 불교 교의를 설명할 때 필요시 10지를 사용하고 있다.
| 순서 | 품류족론       | 구사론         |
| ---- | -------------- | -------------- |
| 1    | 법지(法智)     | 세속지(世俗智) |
| 2    | 유지(類智)     | 법지(法智)     |
| 3    | 타심지(他心智) | 유지(類智)     |
| 4    | 세속지(世俗智) | 고지(苦智)     |
| 5    | 고지(苦智)     | 집지(集智)     |
| 6    | 집지(集智)     | 멸지(滅智)     |
| 7    | 멸지(滅智)     | 도지(道智)     |
| 8    | 도지(道智)     | 타심지(他心智) |
| 9    | 진지(盡智)     | 진지(盡智)     |
| 10   | 무생지(無生智) | 무생지(無生智) |

## 십지(十地)

### 십지 (성문승)
10지(十地)는 다음의 성문 10지(聲聞十地)를 말한다. 성문승 10지(聲聞乘十地)라고도 한다.
1. 수3귀지(受三歸地) 또는 3귀행지(三歸行地)
2. 신지(信地) 또는 수신행지(隨信行地)
3. 신법지(信法地) 또는 수법행지(隨法行地)
4. 내범부지(內凡夫地) 또는 선범부지(善凡夫地)
5. 학신계지(學信戒地) 또는 학계지(學戒地)
6. 8인지(八人地) 또는 제8인지(第八人地)
7. 수다원지(須陀洹地)
8. 사다함지(斯陀含地)
9. 아나함지(阿那含地)
10. 아라한지(阿羅漢地)

### 십지 (연각승)
10지(十地)는 다음의 연각 10지(緣覺十地)를 말한다. 연각승 10지(緣覺乘十地) · 벽지불 10지(辟支佛十地) 또는 독각 10지(獨覺十地) 라고도 한다.
1. 석행구족지(昔行具足地) · 방편구족지(方便具足地) 또는 중선자지(眾善資地)
2. 자각심심12인연지(自覺甚深十二因緣地) 또는 자각심연기지(自覺深緣起地)
3. 각료4성제지(覺了四聖諦地) 또는 각4성제지(覺四聖諦地)
4. 심심이지지(甚深利智地) 또는 승심이지지(勝深利智地)
5. 8성도지(八聖道地) 또는 8성지도지(八聖支道地)
6. 각료법계허공계중생계지(覺了法界虛空界眾生界地) · 각료법계등지(覺了法界等地) 또는 지법계허공계중생계지(知法界虛空界眾生界地)
7. 증적멸지(證寂滅地) 또는 증멸지(證滅地)
8. 6통지(六通地) · 6통성지(六通性地) 또는 통지(通地)
9. 철비밀지(徹祕密地) · 입미묘지(入微妙地) 또는 철미밀지(徹微密地)
10. 습기점박지(習氣漸薄地) 또는 습기박지(習氣薄地)

### 십지 (보살승)
10지(十地)는 다음의 보살 10지(菩薩十地)를 말한다. 보살승 10지(菩薩乘十地)라고도 한다.
1. 환희지(歡喜地) · 극희지(極喜地) · 열예지(悅豫地) 또는 희지(喜地)
2. 이구지(離垢地) · 무구지(無垢地) 또는 정지(淨地)
3. 발광지(發光地) · 명지(明地) · 유광지(有光地) 또는 흥광지(興光地)
4. 염혜지(焰慧地) · 염지(焰地) · 증요지(增曜地) 또는 휘요지(暉曜地)
5. 난승지(難勝地) 또는 극난승지(極難勝地)
6. 현전지(現前地) · 목견지(目見地) · 목전지(目前地) 또는 현재지(現在地)
7. 원행지(遠行地) · 심원지(深遠地) · 심입지(深入地) · 심행지(深行地) 또는 현묘지(玄妙地)
8. 부동지(不動地)
9. 선혜지(善慧地) · 선근지(善根地) 또는 선재의지(善哉意地)
10. 법운지(法雲地) 또는 법우지(法雨地)

### 십지 (삼승)
10지(十地)는 다음의 3승 공10지(三乘共十地)를 말한다. 통교 10지(通敎十地)라고도 한다.
1. 간혜지(乾慧地) · 견정지(見淨地) · 과멸정지(過滅淨地) · 적연잡견현입지(寂然雜見現入地) · 정관지(淨觀地) 또는 초정관지(超淨觀地)
2. 성지(性地) · 종성지(種性地) 또는 종지(種地)
3. 8인지(八人地) · 제8지(第八地) 또는 8지(八地)
4. 견지(見地) 또는 구견지(具見地)
5. 박지(薄地) · 유연지(柔軟地) 또는 미욕지(微欲地)
6. 이구지(離垢地) · 이탐지(離貪地) · 멸음노치지(滅婬怒癡地)
7. 이작지(已作地) · 소작판지(所作辦地) 또는 이판지(已辦地)
8. 벽지불지(辟支佛地) 또는 지불지(支佛地)
9. 보살지(菩薩地)
10. 불지(佛地)

### 십지 (불승)
10지(十地)는 부처 또는 여래의 10가지 덕인 불 10지(佛十地)를 말한다. 불승 10지(佛乘十地)라고도 한다.
1. 심심난지광명지덕지(甚深難知廣明智德地) 또는 최승심심난식비부라광명지작지(最勝甚深難識毘富羅光明智作地)
2. 청정신분위엄불사의명덕지(清淨身分威嚴不思議明德地) 또는 무구신위장엄불사의광명작지(無垢身威莊嚴不思議光明作地)
3. 선명월당실상해장지(善明月幢寶相海藏地) 또는 묘광명월당보치해장지(妙光明月幢寶幟海藏地)
4. 정묘금광공덕신통지덕지(精妙金光功德神通智德地) 또는 정묘금광공덕신통지작지(淨妙金光功德神通智作地)
5. 화륜위장명덕지(火輪威藏明德地) 또는 광명미장위장조작지(光明味場威藏照作地)
6. 허공내청정무구염광개상지(虛空內清淨無垢焰光開相地) 또는 공중승정무구지거개부작지(空中勝淨無垢持炬開敷作地)
7. 광승법계장명계지(廣勝法界藏明界地) 또는 승광법계장광명기지(勝廣法界藏光明起地)
8. 최승정보각지장능정무구변무애지통지(最淨普覺智藏能淨無垢遍無礙智通地) 또는 최승묘정불지장광명변조청정제장지통지(最勝妙淨佛智藏光明遍照清淨諸障智通地)
9. 무변억장엄회양능조명지(無邊億莊嚴迴向能照明地) 또는 무변장엄구지원비로자나광작지(無邊莊嚴俱胝願毘盧遮那光作地)
10. 비로자나지해장지(毘盧遮那智海藏地) 또는 지해배노사나지(智海陪盧遮那地)

## 십진여
10진여(十眞如)는 52위의 보살 수행계위 가운데 10지(十地)와 관련된 유식유가행파의 교의로, 《성유식론》 제9권에 따르면, 본질적 입장에서 보면 진여성(眞如性) 즉 진여의 자성[性]은 무차별(無差別: 차별이 없음, 차별이 불가능함)이므로 나눌 수 없는 것이나, 10지의 각각에서 두드러지게 드러나는 뛰어난 덕[勝德]을 기준하여 진여를 분위차별함으로써 다음의 10가지 진여로 가립할 수 있다고 말하고 있다.
유식유가행파의 교학에 따르면, 10지의 각각의 지(地)에 들어갈 때 10중장(十重障) 가운데 해당되는 번뇌[障]가 끊어지며, 수행자는 각각의 지(地)에서 해당되는 진여성(眞如性)을 재차 증오(證悟)하게 된다.
1. 변행진여(遍行眞如) - 초지(初地)에서 재차 증오하는 진여
2. 최승진여(最勝眞如) - 제2지에서 재차 증오하는 진여
3. 승류진여(勝流眞如) - 제3지에서 재차 증오하는 진여
4. 무섭수진여(無攝受眞如) - 제4지에서 재차 증오하는 진여
5. 무별진여(類無別眞如) - 제5지에서 재차 증오하는 진여
6. 무염정진여(無染淨眞如) - 제6지에서 재차 증오하는 진여
7. 법무별진여(法無別眞如) - 제7지에서 재차 증오하는 진여
8. 증감진여(不增減眞如) - 제8지에서 재차 증오하는 진여
9. 지자재소의진여(智自在所衣眞如) - 제9지에서 재차 증오하는 진여
10. 업자재등소의진여(業自在等所衣眞如) - 제10지에서 재차 증오하는 진여

## 참고 문헌
- 이 문서에는 다음커뮤니케이션(현 카카오)에서 GFDL 또는 CC-SA 라이선스로 배포한 글로벌 세계대백과사전의 내용을 기초로 작성된 글이 포함되어 있습니다.
- 가전연자 지음, 승가제바·축불념 한역, 권오민 번역 (K.943, T.1543). 《아비담팔건도론》. 한글대장경 검색시스템 - 전자불전연구소 / 동국역경원. K.943(24-695), T.1543(26-771).
- 고려대장경연구소. 《고려대장경 전자 불교용어사전》. 고려대장경 지식베이스 / (사)장경도량 고려대장경연구소.
- 고익진 (1989). 《한국 고대 불교 사상사》. 동국대학교 출판부.
- 곽철환 (2003). 《시공 불교사전》. 시공사 / 네이버 지식백과.
- 구나발타라(求那跋陀羅) 한역 (K.650, T.99). 《잡아함경》. 한글대장경 검색시스템 - 전자불전연구소 / 동국역경원. K.650(18-707), T.99(2-1).
- 구나발타라 한역, 번역자 미상 (K.54, T.353). 《승만경》. 한글대장경 검색시스템 - 전자불전연구소 / 동국역경원. K.54(6-1361), T.353(12-217).
- 구마라습 한역, 차차석 번역 (K.991, T.614). 《좌선삼매경》. 한글대장경 검색시스템 - 전자불전연구소 / 동국역경원. K.991(30-128), T.614(15-269).
- 권오민 (1991). 《경량부철학의 비판적 체계 연구》. 동국대학원 철학박사 학위논문.
- 권오민 (2003). 《아비달마불교》. 민족사.
- 담무참 한역, 번역자 미상 (K.105, T.374). 《대반열반경》. 일명 《북본열반경》. 한글대장경 검색시스템 - 전자불전연구소 / 동국역경원. K.105(9-1), T.374(12-365).
- 목건련 지음, 현장 한역, 송성수 번역 (K.945, T.1537). 《아비달마법온족론》. 한글대장경 검색시스템 - 전자불전연구소 / 동국역경원. K.945(24-1091), T.1537(26-453).
- 무착 지음, 바라파밀다라 한역, 이영무 번역 (K.586, T.1604). 《대승장엄경론》. 한글대장경 검색시스템 - 전자불전연구소 / 동국역경원. K.586(16-843), T.1604(31-589).
- 무착 지음, 현장 한역 (K.571, T.1602). 《현양성교론》. 한글대장경 검색시스템 - 전자불전연구소 / 동국역경원. K.571(16-1), T.1602(31-480).
- 무착 지음, 현장 한역, 이한정 번역 (K.572, T.1605). 《대승아비달마집론》. 한글대장경 검색시스템 - 전자불전연구소 / 동국역경원. K.572(16-157), T.1605(31-663).
- 미륵 지음, 현장 한역, 강명희 번역 (K.614, T.1579). 《유가사지론》. 한글대장경 검색시스템 - 전자불전연구소 / 동국역경원. K.570(15-465), T.1579(30-279).
- 법구 지음, 승가발마 등 한역, 김형준 번역 (K.960, T.1552). 《잡아비담심론》. 한글대장경 검색시스템 - 전자불전연구소 / 동국역경원. K.960(28-391), T.1552(28-869).
- 법승 지음, 승가제바·혜원 한역, 김재천 번역 (K.959, T.1550). 《아비담심론》. 한글대장경 검색시스템 - 전자불전연구소 / 동국역경원. K.959 (28-355), T.1550 (28-809).
- 법장 술, 노혜남 번역 (K.1513, T.1733). 《화엄경탐현기》. 한글대장경 검색시스템 - 전자불전연구소 / 동국역경원. K.1513(47-458), T.1733(35-107).
- 불타야사·축불념 한역, 번역자 미상 (K.647, T.1). 《장아함경》. 한글대장경 검색시스템 - 전자불전연구소 / 동국역경원. K.647(17-815), T.1(1-1).
- 사리자 설, 현장 한역, 송성수 번역 (K.946, T.1536). 《아비달마집이문족론》. 한글대장경 검색시스템 - 전자불전연구소 / 동국역경원. K.946(24-1183), T.1536(26-367).
- 서정형 (2004). 《나가르주나 『중론』(해제)》. 서울대학교 철학사상연구소 / 네이버 지식백과.
- 서정형 (2004b). 《『밀린다팡하』(해제)》. 서울대학교 철학사상연구소 / 네이버 지식백과.
- 세우 지음, 구나발타라·보리야사 한역, 송성수 번역 (K.950, T.1541). 《중사분아비담론》. 한글대장경 검색시스템 - 전자불전연구소 / 동국역경원. K.950(25-271), T.1541(26-627).
- 세우 지음, 현장 한역, 송성수 번역 (K.949, T.1542). 《아비달마품류족론》. 한글대장경 검색시스템 - 전자불전연구소 / 동국역경원. K.949(25-149), T.1542(26-692).
- 세친 지음, 현장 한역, 권오민 번역 (K.955, T.1558). 《아비달마구사론》. 한글대장경 검색시스템 - 전자불전연구소 / 동국역경원. K.955(27-453), T.1558(29-1).
- 세친 지음, 현장 한역, 김묘주 번역 (K.594, T.1597). 《섭대승론석》. 한글대장경 검색시스템 - 전자불전연구소 / 동국역경원. K.594(17-76), T.1597(31-321).
- 세친 지음, 현장 한역, 송성수 번역 (K.618, T.1612). 《대승오온론》. 한글대장경 검색시스템 - 전자불전연구소 / 동국역경원. K.618(17-637), T.1612(31-848).
- 세친 지음, 현장 한역, 송성수 번역 (K.644, T.1614). 《대승백법명문론》. 한글대장경 검색시스템 - 전자불전연구소 / 동국역경원. K.644(17-808), T.1614(31-855).
- 승가제바(僧伽提婆) 한역. 《중아함경》. 한글대장경 검색시스템 - 전자불전연구소 / 동국역경원.
- 안혜 지음, 지바하라 한역, 조환기 번역 (K.619, T.1613). 《대승광오온론》. 한글대장경 검색시스템 - 전자불전연구소 / 동국역경원. K.619(17-641), T.1613(31-850).
- 안혜 지음, 현장 한역, 이한정 번역 (K.576, T.1605). 《대승아비달마잡집론》. 한글대장경 검색시스템 - 전자불전연구소 / 동국역경원. K.576(16-228), T.1606(31-694).
- 오백 아라한 지음, 현장 한역, 송성수 번역 (K.952, T.1545). 《아비달마대비바사론》. 한글대장경 검색시스템 - 전자불전연구소 / 동국역경원. K.952(26-1,27-1), T.1545(27-1).
- 운월 (2005). 《근본불교의 수행체계에 대하여》. 한국선학회.
- 운허.  동국역경원 편집, 편집. 《불교 사전》.
- 용수 지음, 구마라습 한역, 김성구 번역 (K.549, T.1509). 《대지도론》. 한글대장경 검색시스템 - 전자불전연구소 / 동국역경원. K.549(14-493), T.1509(25-57).
- 용수 지음, 구마라습 한역, 박인성 번역 (K.577, T.1564). 《중론》. 한글대장경 검색시스템 - 전자불전연구소 / 동국역경원. K.577(16-350), T.1564(30-1).
- 제바설마 지음, 현장 한역, 송성수 번역 (K.947, T.1539). 《아비달마식신족론》. 한글대장경 검색시스템 - 전자불전연구소 / 동국역경원. K.947 (25-1), T.1539 (26-531).
- 중현 지음, 현장 한역, 권오민 번역 (K.956, T.1562). 《아비달마순정리론》. 한글대장경 검색시스템 - 전자불전연구소 / 동국역경원. K.956(27-680), T.1562(29-329).
- 중현 지음, 현장 한역, 권오민 번역 (K.957, T.1563). 《아비달마장현종론》. 한글대장경 검색시스템 - 전자불전연구소 / 동국역경원. K.957(28-1), T.1563(29-777).
- 축불념 한역, 노혜능 번역 (K.530, T.1485). 《보살영락본업경》. 한글대장경 검색시스템 - 전자불전연구소 / 동국역경원. K.530(14-374), T.1485(24-1010).
- 최봉수 (1999). 〈색온에서의 색의 의미 - 구사론과 청정도론의 색온론을 비교하여〉. 《불교학보》.
- 현장 한역, 김달진 번역 (K.154, T.676). 《해심밀경》. 한글대장경 검색시스템 - 전자불전연구소 / 동국역경원. K.154(10-709), T.676(16-688).
- 호법 등 지음, 현장 한역, 김묘주 번역 (K.614, T.1585). 《성유식론》. 한글대장경 검색시스템 - 전자불전연구소 / 동국역경원. K.614(17-510), T.1585(31-1).
- 황욱 (1999). 《무착[Asaṅga]의 유식학설 연구》. 동국대학원 불교학과 박사학위논문.
- (영어) Bodhi, Bhikkhu (trans.) (2000). 《The Connected Discourses of the Buddha: A Translation of the Samyutta Nikaya》. Boston: Wisdom Publications. ISBN 0-86171-331-1.
- (영어) Dawson, John (1888). 《A Classical Dictionary Of Hindu Mythology And Religion Geography History And Literature》. London: Trübner.
- (영어) DDB. 《Digital Dictionary of Buddhism (電子佛教辭典)》. Edited by A. Charles Muller.
- (영어) Macdonell, Arthur Anthony (1929). 《A practical Sanskrit dictionary with transliteration, accentuation, and etymological analysis throughout》. London: Oxford University Press.
- (영어) Gethin, R.M.L. (1992). 《The Buddhist Path to Awakening: A Study of the Bodhi-Pakkhiyā Dhammā》. Leiden: E.J. Brill. ISBN 90-04-09442-3.
- (영어) Rhys Davids, Caroline A.F. ([1900], 2003). 《Buddhist Manual of Psychological Ethics, of the Fourth Century B.C., Being a Translation, now made for the First Time, from the Original Pāli, of the First Book of the Abhidhamma-Piṭaka, entitled Dhamma-Saṅgaṇi (Compendium of States or Phenomena)》. Whitefish, MT: Kessinger Publishing. ISBN 0-7661-4702-9.
- (영어) Sanskrit and Tamil Dictionaries. 《Cologne Digital Sanskrit Dictionaries》. Institute of Indology and Tamil Studies, Cologne University (www.sanskrit-lexicon.uni-koeln.de).
- (영어) Rhys Davids, T.W. & William Stede (eds.) (1921-5). 《The Pali Text Society's Pali–English Dictionary》. Chipstead: Pali Text Society.
- (영어) Thanissaro Bhikkhu (1996, 1998). 《Wings to Awakening》. Retrieved 2008-07-07 from "Access to Insight" at http://www.accesstoinsight.org/lib/authors/thanissaro/wings/index.html.
- (중국어) 가다연니자 조, 현장 한역 (T.1544). 《아비달마발지론(阿毘達磨發智論)》. 대정신수대장경. T26, No. 1544, CBETA.
- (중국어) 가전연자 지음, 승가제바·축불념 한역 (T.1543). 《아비담팔건도론(阿毘曇八犍度論)》. 대정신수대장경. T26, No. 1543, CBETA.
- (중국어) 구나발타라(求那跋陀羅) 한역 (T.99). 《잡아함경(雜阿含經)》. 대정신수대장경. T2, No. 99, CBETA.
- (중국어) 구나발타라 한역 (T.353). 《승만경(勝鬘經)》. 대정신수대장경. T12, No. 353, CBETA.
- (중국어) 구마라습 한역 (T.614). 《좌선삼매경(坐禪三昧經)》. 대정신수대장경. T15, No. 614, CBETA. }
- (중국어) 규기 찬 (T.1830). 《성유식론술기(成唯識論述記)》. 대정신수대장경. T43, No. 1830, CBETA.
- (중국어) 규기 찬 (T.1861). 《대승법원의림장(大乘法苑義林章)》. 대정신수대장경. T45, No. 1861, CBETA.
- (중국어) 길장 찬 (T.1744). 《승만보굴(勝鬘寶窟)》. 대정신수대장경. T37, No. 1744, CBETA.
- (중국어) 담무참 한역 (T.374). 《대반열반경(大般涅槃經)》. 일명 《북본열반경》. 대정신수대장경. T12, No. 374, CBETA.
- (중국어) 목건련 조, 현장 한역 (T.1537). 《아비달마법온족론(阿毘達磨法蘊足論)》. 대정신수대장경. T26, No. 1537, CBETA.
- (중국어) 무착 조, 바라파밀다라 한역 (T.1604). 《대승장엄경론(大乘莊嚴經論)》. 대정신수대장경. T31, No. 1604, CBETA.
- (중국어) 무착 조, 현장 한역 (T.1602). 《현양성교론(顯揚聖教論)》. 대정신수대장경. T31, No. 1602, CBETA.
- (중국어) 무착 조, 현장 한역 (T.1605). 《대승아비달마집론(大乘阿毘達磨集論)》. 대정신수대장경. T31, No. 1605, CBETA.
- (중국어) 미륵 조, 현장 한역 (T.1579). 《유가사지론(瑜伽師地論)》. 대정신수대장경. T30, No. 1579. CBETA.
- (중국어) 법구 조, 승가발마 등 한역 (T.1552). 《잡아비담심론(雜阿毘曇心論)》. 대정신수대장경. T28, No. 1552, CBETA.
- (중국어) 법승 조, 승가제바·혜원 한역 (T.1550). 《아비담심론(阿毘曇心論)》. 대정신수대장경. T28, No. 1550, CBETA.
- (중국어) 법운 편찬 (T.2131). 《번역명의집(翻譯名義集)》. 대정신수대장경. T54, No. 2131, CBETA.
- (중국어) 법장 술 (T.1733). 《화엄경탐현기(華嚴經探玄記)》. 대정신수대장경. T35, No. 1733, CBETA.
- (중국어) 佛門網. 《佛學辭典(불학사전)》.
- (중국어) 불타야사·축불념 한역 (T.1). 《장아함경(長阿含經)》. 대정신수대장경. T1, No. 1, CBETA. }
- (중국어) 사리자 설, 현장 한역 (T.1536). 《아비달마집이문족론(阿毘達磨集異門足論)》. 대정신수대장경. T26, No. 1536, CBETA.
- (중국어) 색건타라 조, 현장 한역 (T.1554). 《입아비달마론(入阿毘達磨論)》. 대정신수대장경. T28, No. 1554, CBETA. }
- (중국어) 星雲. 《佛光大辭典(불광대사전)》 3판.
- (중국어) 세우 조, 구나발타라·보리야사 한역 (T.1541). 《중사분아비담론(眾事分阿毘曇論)》. 대정신수대장경. T26, No. 1541, CBETA.
- (중국어) 세우 조, 현장 한역 (T.1542). 《아비달마품류족론(阿毘達磨品類足論)》. 대정신수대장경. T26, No. 1542, CBETA.
- (중국어) 세친 조, 진제 한역 (T.1559). 《아비달마구사석론(阿毘達磨俱舍釋論)》. 대정신수대장경. T29, No. 1559, CBETA.
- (중국어) 세친 조, 현장 한역 (T.1558). 《아비달마구사론(阿毘達磨俱舍論)》. 대정신수대장경. T29, No. 1558, CBETA.
- (중국어) 세친 조, 현장 한역 (T.1597). 《섭대승론석(攝大乘論釋)》. 대정신수대장경. T31, No. 1597, CBETA.
- (중국어) 세친 조, 현장 한역 (T.1612). 《대승오온론(大乘五蘊論)》. 대정신수대장경. T31, No. 1612, CBETA.
- (중국어) 세친 조, 현장 한역 (T.1614). 《대승백법명문론(大乘百法明門論)》. 대정신수대장경. T31, No. 1614, CBETA.
- (중국어) 세친 조, 현장 한역, 규기 주해 (T.1836). 《대승백법명문론해(大乘百法明門論解)》. 대정신수대장경. T44, No. 1836_, CBETA.
- (중국어) 승가제바(僧伽提婆) 한역 (T.26). 《중아함경(中阿含經)》. 대정신수대장경. T1, No. 26, CBETA.
- (중국어) 阿含辭典. 《阿含辭典(아함사전)》.
- (중국어) 안혜 조, 지바하라 한역 (T.1613). 《대승광오온론(大乘廣五蘊論)》. 대정신수대장경. T31, No. 1613, CBETA.
- (중국어) 안혜 조, 현장 한역 (T.1606). 《대승아비달마잡집론(大乘阿毘達磨雜集論)》. 대정신수대장경. T31, No. 1606, CBETA.
- (중국어) 연수 편찬 (T.2016). 《종경록(宗鏡錄)》. 대정신수대장경. T48, No. 2016, CBETA.
- (중국어) 오백 아라한 조, 현장 한역 (T.1545). 《아비달마대비바사론(阿毘達磨大毘婆沙論)》. 대정신수대장경. T27, No. 1545, CBETA.
- (중국어) 용수 조, 구마라습 한역 (T.1509). 《대지도론(大智度論)》. 대정신수대장경. T25, No. 1509, CBETA. }
- (중국어) 용수 조, 구마라습 한역 (T.1564). 《중론(中論)》. 대정신수대장경. T30, No. 1564, CBETA.
- (중국어) 원측 찬 (X.369). 《해심밀경소(解深密經疏)》. 만신찬속장경. X21, No. 369, CBETA.
- (중국어) 원휘(圓暉) (T.1823). 《구사론송소론본(俱舍論頌疏論本)》. 대정신수대장경. T41, No. 1823, CBETA.
- (중국어) 丁福保. 《佛學大辭典(불학대사전)》. 一行佛學辭典搜尋.
- (중국어) 제관 록 (T.1931). 《천태사교의(天台四教儀)》. 대정신수대장경. T46, No. 1931, CBETA.
- (중국어) 제바설마 조, 현장 한역 (T.1539). 《아비달마식신족론(阿毘達磨識身足論)》. 대정신수대장경. T26, No. 1539, CBETA.
- (중국어) 중현 조, 현장 한역 (T.1562). 《아비달마순정리론(阿毘達磨順正理論)》. 대정신수대장경. T29, No. 1562, CBETA.
- (중국어) 중현 조, 현장 한역 (T.1563). 《아비달마장현종론(阿毘達磨藏顯宗論)》. 대정신수대장경. T29, No. 1563, CBETA.
- (중국어) 지의 설, 관정 록 (T.1783). 《금광명경현의(金光明經玄義)》. 대정신수대장경. T39, No. 1783, CBETA. }
- (중국어) 지의 설, 법신 기 (T.1916). 《석선바라밀차제법문(釋禪波羅蜜次第法門)》. 대정신수대장경. T46, No. 1916, CBETA.
- (중국어) 축불념 한역 (T.1485). 《보살영락본업경(菩薩瓔珞本業經)》. 대정신수대장경. T24, No. 1485, CBETA.
- (중국어) 현장 한역 (T.1563). 《해심밀경(解深蜜經)》. 대정신수대장경. T16, No. 676, CBETA.
- (중국어) 혜원 찬 (T.1851). 《대승의장(大乘義章)》. 대정신수대장경. T44, No. 1851, CBETA.
- (중국어) 호법 등 지음, 현장 한역 (T.1585). 《성유식론(成唯識論)》. 대정신수대장경. T31, No. 1585, CBETA.